# Xenophyophorea
Xenophyophorea è una classe di organismi unicellulari giganti multinucleati che vivono in ambiente marino. Furono scoperti dall'oceanografo John Murray nel 1882, e descritti tassonomicamente l'anno successivo dal micropaleontologo britannico Henry Bowman Brady, che li classificò come dei primitivi Foraminifera. 

## Descrizione
La loro collocazione tassonomica ha subito cambiamenti nel tempo: furono poco dopo riclassificati tra le spugne, poi in seguito ritenute amebe, quindi considerate come un phylum a sé stante nei Protista, infine ricollocate nei Foraminifera. Nel corso dell'immersione del batiscafo Deapsea Challanger nelle profondità della Fossa delle Marianne (il punto più profondo degli oceani) nel 2012, il pilota James Cameron ha rinvenuto la presenza di questi organismi sul fondale.
La particolarità di questi organismi è la loro dimensione, che raggiunge o supera i 10 cm, del tutto insolita per le strutture unicellulari. Tra le loro caratteristiche interessanti c'è anche quella di essere forti accumulatori di metalli pesanti, come piombo e rame. Sono organismi bentonici difficili da studiare soprattutto a causa della loro fragilità. Questi protisti si nutrono come le amebe ovvero avvolgendo il cibo con i loro pseudopodi (ed infatti fanno parte dello stesso clade).
Ne sono state individuate 42 specie diverse divise in 15 generi e due ordini; la Syringammina fragilissima, l'organismo unicellulare più grande finora scoperto sulla terra, arriva a misurare anche 20 cm di diametro. Il nome stesso suggerisce che questa specie è fisicamente fragilissima, pertanto i campioni portati in superficie inevitabilmente risultano rovinati e poco utili per lo studio del loro ciclo vitale.